# Higbee's
Higbee's was een warenhuis dat in 1860 werd opgericht in Cleveland, Ohio. In 1987 werd Higbee's verkocht aan het gezamenlijke partnerschap van warenhuisketen Dillard's en de in Youngstown gevestigde projectontwikkelaar Edward J. DeBartolo.  De winkels bleven onder de naam Higbee opereren tot 1992, toen DeBartolo zijn aandelen aan zijn partners verkocht en de keten werd omgedoopt tot Dillard's. 

## Geschiedenis
Higbee's werd op 10 september 1860 opgericht door Edwin Converse Higbee en John G. Hower als Higbee & Hower Dry Goods. Op de eerste dag van de handel werd een omzet van $ 100 behaald. In 1902 werd het bedrijf gereorganiseerd als The Higbee Co. na de dood van Hower en verhuisde van de oorspronkelijke locatie op Public Square naar een nieuwe winkel met vijf verdiepingen in het Playhouse Square Center, direct tegenover aartsrivaal Halle Brothers Co. In 1929 werd het warenhuis overgenomen door de gebroeders Van Sweringen, die de winkel verhuisden naar hun nieuwe Terminal Tower-complex. Het $ 179 miljoen kostende complex op Public Square was deels een reactie op smeekbeden van vrouwen uit de nieuwe buitenwijk Shaker Heights, die de nieuwe spoorlijnen van Vans naar de stad wilden nemen om te winkelen. De winkel ging in 1935 failliet toen het Van Sweringen-imperium instortte tijdens de Grote Depressie, maar dankzij winkeldirecteuren Charles P. Bradley en John Murphy werd het bedrijf gereorganiseerd en floreerde het onder hun leiding vele jaren.
In de jaren 1960 en 1970 werden er in de voorsteden diverse winkels geopend en werd er uitgebreid naar Akron en Canton. Dit alles onder leiding van president Herbert Strawbridge, die ook inzag hoe waardevol het was om de wijk The Flats in het centrum van Cleveland nieuw leven in te blazen.
In 1984 nam Industrial Equity, een dochteronderneming van Brierly Investments, Higbee's over en verkocht het drie jaar later aan een joint venture van Dillard's en Edward J. DeBartolo Sr., die van plan waren Higbee's samen te voegen met een beoogde overname van Horne's. De deal werd afgebroken, wat leidde tot jarenlange rechtszaken. In 1992 kocht Dillard's de aandelen van DeBartolo over en veranderde de naam van Higbee's en vijf van de Horne's-winkels in Northern Ohio. In de jaren 1990 werden verschillende winkels in de binnenstad gesloten, terwijl er nieuwe vestigingen werden geopend of uitgebreid. 
De 58 meter hoge, elf verdiepingen tellende vlaggenschipwinkel op Public Square was beroemd vanwege het restaurant Silver Grille op de tiende verdieping. Het sloot in januari 2002. De begane grond, de tweede en de derde verdieping werden in 2007 gerestaureerd om de nieuwe kantoren van het Convention & Visitors Bureau of Greater Cleveland en de Greater Cleveland Partnership te huisvesten, terwijl de Silver Grille werd gerestaureerd voor speciale evenementen.
Het gebouw werd in 2011 opnieuw volledig gerenoveerd en op 14 mei 2012 geopend als het Horseshoe Casino Cleveland. Het gebouw werd opnieuw omgedoopt tot Jack Cleveland Casino en werd op 11 mei 2016 heropend nadat Rock Gaming LLC het management overnam.